# Zina (Burkina Faso)
Pour les articles homonymes, voir Zina.
Zina est une localité située dans le département de Kona de la province du Mouhoun dans la région de la Boucle du Mouhoun au Burkina Faso.

Signification Zina : beauté 
Signification Zena : fornication

## Éducation et santé
Le centre de soins le plus proche de Zina est le centre de santé et de promotion sociale (CSPS) de Kona tandis que le centre hospitalier régional (CHR) se trouve à Dédougou.